# Laura Facchin
Laura Facchin (Torino, 1980) è una doppiatrice e attrice teatrale italiana.

## Biografia
Nata a Torino, Laura Facchin nel 1998 inizia a prendere lezioni di recitazione nella scuola Sergio Tofano della sua città natale, iniziando subito a lavorare in campo teatrale. Nel corso degli anni frequenterà anche diversi seminari teatrali e cinematografici, come Edipower di Michele Di Mauro a Torino e SchermoScena di Ennio Coltorti a Roma. Nel 2016 ha seguito anche un corso di radiofonia.

## Carriera
In teatro la Facchin ha lavorato soprattutto con Oliviero Corbetta e ha pure diretto lei stessa due opere teatrali, A story, Springsteen e Donnaccia, dialoghi d'amore con d'io. Nel 2003 inizia anche l'attività di doppiatrice, spostandosi tra Torino, Milano e Roma. Nel 2019 crea il progetto Charlie, che unisce due sue grandi passioni, la musica e la scrittura, realizzando progetti audio. Svolge anche l'attività di speaker pubblicitaria per vari brand, come GranCereale, Viakal, Nutella, L'Oréal e molti altri. Attualmente è una dei docenti di doppiaggio della Voice art dubbing - scuola di doppiaggio - insieme a doppiatori del calibro di Chiara Colizzi, Bruno Alessandro e Maria Pia Di Meo.

## Teatro
- Spoon River, di Anita Cedroni e Rosalba Bongiovanni (1997)
- Passeggeri, di Oliviero Corbetta (1997)
- Le Intellettuali, di Oliviero Corbetta (1997)
- Gli attori in buona fede, di Oliviero Corbetta (1998)
- Non ti conosco più, di Santo Versace (1998)
- Per 24 metri di fango, di Ferruccio Casacci (1998)
- Gli occhi di Greta Garbo – La scuola delle mogli, di Oliviero Corbetta (1999)
- Garcia Lorca, di Ferruccio Casacci (1999)
- La novella degli scacchi, di Oliviero Corbetta (2001)
- Il gatto in tasca, di Santo Versace (2001)
- Preghiera per Cernobyl – L'aspirante diva, di Oliviero Corbetta (2003)
- L'alcologia, di Socrate Ezio Partesana (2005)
- Erebos, una fame di vento, di Oliviero Corbetta (2007)
- Ionescando – Florilegio Afgano, di Mario Grossi (2010)
- L'amore che accettiamo, di Antonio Sanna (2012)
- A story, Springsteen, di Laura Facchin (2016)
- Donnaccia, dialoghi d'amore con d'io, di Laura Facchin (2018)
- Čechov, di Bruno Alessandro (2023)
- Senza troppi grilli per la testa, di Andrea Ruggieri (2024)

## Doppiaggio

### Cinema
- Emma Stone in Su×bad - Tre menti sopra il pelo, Benvenuti a Zombieland, Zombieland - Doppio colpo
- Tika Sumpter in Sonic - Il film, Sonic 2 - Il film, Sonic 3 - Il film
- Natasha Lyonne in His Three Daughters, I Fantastici Quattro - Gli inizi
- Chloe Hunter in Spun
- Jodie Shaw in Evil Aliens
- Elsa Zylberstein in L'eletto
- Mircea Monroe in The Ultimate Gift
- Marta Etura in Le 13 rose
- Alexa Davalos in Feast of Love
- Jaime Murray in Le morti di Ian Stone
- Shannon Lucio in Un segreto tra di noi
- Kerry Washington in La terrazza sul lago
- Amber Heard in Strafumati
- Lilou Fogli in La donna di nessuno
- Helena Soubeyrand in Io vi troverò
- Eden Riegel in Anno uno
- Mariana Loyola in Affetti & dispetti
- Miriam Giovanelli in Dracula 3D
- Lake Bell in In a World... - Ascolta la mia voce
- Marina Foïs in È arrivato nostro figlio
- Emily Ratajkowski in Entourage
- Devika Bhise in L'uomo che vide l'infinito
- Uzo Aduba in Tallulah
- Mela Murder in Un sogno chiamato Florida
- Julia Denton in Geostorm
- Kirby Howell-Baptiste in Qua la zampa!
- Awkwafina in Jumanji: The Next Level
- Barbara Alyn Woods in Walk. Ride. Rodeo.
- Carol Schuler in Berlin, I Love You
- Malin Akerman in L'ultimo colpo di mamma
- Molly Webster in C'mon C'mon
- Suzanne Clément in Un vizio di famiglia

### Televisione
- Geneva Carr e Kat Coiro in Law & Order: Criminal Intent
- Erica O'Keith in Romeo!
- Rhona Mitra in Nip/Tuck
- Adeline Blondieau in Saint Tropez
- Viviane Porto in Garibaldi, l'eroe dei due mondi
- Cami Edwards in Laguna Beach
- Erin Chambers e Sprague Grayden in CSI:NY
- Anastasia Griffith in Damages
- Serena Brabazon in I Tudors
- Edwina Ritchard in Le sorelle McLeod
- Majandra Delfino in Quarterlife
- Rachelle Lefèvre, Daniella Alonso, Wynn Everett e Danielle Nicolet in CSI - Scena del crimine
- Marsha Thomason in White Collar - Fascino criminale
- Natasha O'Keeffe in Lip Service
- Candy Montesinos in Isa TVB
- Sarah Baker in Free Radio
- Sarah Carter in Falling Skies (stagione 1 e 2)
- Katheryn Winnick in The Glades
- Moran Atias in CSI: Miami
- Lisa Bonet in Ray Donovan
- Malin Akerman in Billions
- Missi Pyle in The Catch
- Whitney Able in Godless
- Azura Skye in Stumptown
- Émilie Caen in Into the Night
- Erica Peeples in All American
- Amanda Brugel in Snowpiercer
- Carra Patterson in Turner e il casinaro - La serie
- Naomi Battrick in The Serpent Queen
- Tika Sumpter in Knuckles
- Dionne Wudu in Tempesta d'amore
- Kimberly Condict in Shrinking

### Serie animate
- Mitsuki in Kappa Mikey

### Direttrice di doppiaggio
- Caina, di Stefano Amatucci (2016)
- On Air - Storia di un successo, di Davide Simon Mazzoli (2016)